# Sommerabend
Sommerabend ist das dritte Studioalbum der deutschen Rockband Novalis. Es erschien im Jahr 1976 bei Brain.

## Entstehung und Veröffentlichung
Nach dem zweiten, selbstbetitelten Album verließ Carlo Karges die Band, die ohne ihn als Quartett auf Tour ging. Anfang 1976 nahmen Novalis in dieser Formation mit Achim Reichel als Produzent ihr drittes Album auf. Reichel war teilweise auch an den Kompositionen beteiligt, Rale Oberpichler half als Chorsängerin aus. Kurz nach Erscheinen von Sommerabend fanden Novalis per Zeitungsannonce in Fred Mühlböck einen zusätzlichen Sänger. Brain brachte 1992 erstmals eine CD-Fassung des Albums auf den Markt, die von Repertoire Records folgte 1998.

## Titelliste

### Seite 1
1. Aufbruch – 9:37
2. Wunderschätze – 10:37

### Seite 2
1. Sommerabend – 18:17

## Stil
Sommerabend ist ein verträumt-märchenhaftes Progressive-Rock-Album mit dominanten Keyboardflächen. Nach der Veröffentlichung und dem Zugang von Mühlböck beschloss die Band jedoch, sich vom „Kompliziert-Rock“ zu verabschieden. Für den Liedtext des Stückes Wunderschätze wurde das gleichnamige Gedicht von Novalis adaptiert. Auch der Text von „Sommerabend“ lehnt sich streckenweise an Novalis’ Hymnen an die Nacht an, am deutlichsten im vierten Teil „Ein neuer Tag“, wo eine ganze Passage aus der Fünften Hymne an die Nacht adaptiert wurde:

„Getrost das Leben schreitet

zum ewigen Leben hin,

von innerer Glut geweitet

verklärt sich unser Sinn

Die Sternenwelt wird zerfließen

zum goldnen Lebenswein,

wir werden sie genießen

und selber Sterne sein“

## Rezeption
Das Album bedeutete den Durchbruch für die Band, erhielt wohlwollende Kritiken und verkaufte sich gut. Über 20.000 Exemplare wurden innerhalb eines Jahres abgesetzt. Heute gilt Sommerabend als Klassiker des deutschen Progressive Rock; das eclipsed-Magazin nahm es in seine Liste der 150 wichtigsten Prog-Alben auf. Jochen Rindfrey von den Babyblauen Seiten bezeichnet das Album als „eine der interessantesten Veröffentlichungen des deutschen Prog“, Christian Rode als „ein wirklich angenehmes Album, das es versteht eine verträumt-nachdenkliche Stimmung zu erzeugen“. Allerdings wird auf den Babyblauen Seiten auch vor allem das Titelstück Sommerabend kritisiert. Jochen Lohr findet es „künstlich in die Länge gestreckt“, Holger Grützner urteilt sogar: „Das ist kein Prog. Das ist Murks!“ Im Musik Joker von 1976 wurde der Gesang als „reichlich dilettantisch“ bezeichnet.